# Czarny Staw Gąsienicowy
Czarny Staw Gąsienicowy – jezioro polodowcowe z grupy Gąsienicowych Stawów w Tatrach Wysokich.

## Charakterystyka
Położone jest na wysokości 1624 m w Kotle Czarnego Stawu i jest piątym co do powierzchni jeziorem tatrzańskim. Nad jego zachodnim brzegiem wznoszą się ściany Kościelca. Czarny Staw jest największym jeziorem Doliny Gąsienicowej i jednym z dwóch położonych w części wschodniej, nazywanej czasem Doliną Czarną Gąsienicową (drugim jest Zmarzły Staw Gąsienicowy). Jest to jezioro oligotroficzne.
Nazwa wywodzi się z ciemnogranatowego, a nawet czarnego odcienia wody, związanego z ocienieniem wód pobliskim szczytem i sinicami (Pleurocapsa polonica) pokrywającymi głazy znajdujące się na brzegach jeziora. Przezroczystość wody wynosi 12 m. Staw pokrywa się lodem przeważnie w październiku – listopadzie, topnieje zaś w miesiącach maj – lipiec. Jezioro ma kształt owalny, woda jest przezroczysta, o zabarwieniu szafirowym. Od północy jezioro zamyka skalny próg, z którego wypływa Czarny Potok Gąsienicowy. Czarny Staw został sztucznie zarybiony w 1881 r. (wpuszczono do niego pstrągi potokowe i źródlane). Na jeziorze, w pobliżu północno-wschodniego brzegu, znajduje się niewielka wysepka (310 m²) porośnięta kosodrzewiną, powstała na dawnym mutonie. Na wysepce tej planowano w 1909 r. zbudowanie mauzoleum Juliusza Słowackiego, pomysłu zaniechano w wyniku protestów działaczy ochrony przyrody.
Jeziorem od początków XIX wieku zachwycali się tatrzańscy turyści. Było tematem obrazów Alfreda Schouppégo, Wojciecha Gersona, Leona Wyczółkowskiego i wielu innych. Pomiarów jego wysokości dokonał już w 1852 r. Stefan Ludwik Kuczyński. Pełniejsze pomiary wykonał Eugeniusz Klemens Dziewulski w 1881 r., a dokładniejsze Ludomir Sawicki w 1909 r.
W latach 1884–1920 działało nad brzegiem stawu prywatne, dwuizbowe schronisko będące własnością Józefa Sieczki z Zakopanego. Spaliło się w 1920 r.

## Szlaki turystyczne
z Hali Gąsienicowej na Zawrat, przebiega wzdłuż wschodniego brzegu:
- czas przejścia z „Murowańca” nad Czarny Staw: 30 min, ↓ 20 min
- czas przejścia znad Czarnego Stawu na Zawrat: 1:50 h, ↓ 1:20 h

 na Skrajny Granat, odchodzi od niebieskiego szlaku na wschodnim brzegu jeziora. Czas przejścia: 1:45 h, ↓ 1:20 h.
 odchodzący przy północnym brzegu na Mały Kościelec i dalej na przełęcz Karb oraz Kościelec (trasa poprowadzona w 1961 – wcześniejsza, wytyczona przez Towarzystwo Tatrzańskie, prowadziła żlebem bezpośrednio na przełęcz). Czas przejścia na Karb: 40 min, ↓ 30 min